# Pápai Páriz Imre
Pápai Páriz Imre (Pápa, 1618 vagy 1619 – Gyulafehérvár, 1667. május 8.) magyar református lelkész, egyházi író, Pápai Páriz Ferenc orvos édesapja.

## Élete
Jómódú kereskedő családban született. Tanulmányainak végeztével I. Apafi Mihálynak, a későbbi fejedelemnek négy évig ephorusa volt, majd külföldre ment, hogy 1645. július 21-én a franekerai, augusztus 31-én pedig a leideni egyetemre iratkozzon be. Hazájába visszatérve, 1647-ben dézsi lelkész és 1649-ben egyidőben a dézsi egyházmegye esperese lett. II. Rákóczi György erdélyi fejedelem 1656-ban udvari papjának hívta meg Gyulafehérvárra, de innét az ország zavaros helyzetében 1658-ban a biztonságosabb Kolozsvárra vonult. 1659-ben újra dézsi lelkésszé és esperessé választották. Innét a kiújult zavargások elől 1661-ben Besztercére menekült, ahol pár évet töltött. Később ismét visszament Gyulafehérvárra, ahol mint lelkész és egyszersmind esperes fejezte be az életét 1667-ben.

## Műve
- Keskeny Ut Mellyet Az embernek elmejébe ütköző háboru gondolatoknak köveiböl, és sok féle kételkedeseknek sürüjéből, a mennyire lehetett, ki irtott Papai Pariz Imre... Ultrajectumban, 1647 (2. kiadás. Gyulafehérvár, 1657, 3. k. Sárospatak. 1662, 4. k. Kolozsvár, 1671, 5. k. Lőcse. 1686, Debreczen, 1719, 1724, 1743, 1751, 1772, 1785, legújabban 1898-ban átdolgozta Tóth Sándor, kiadta Véver Oszkár Békésen. Ism. Prot. Szemle. Az I. kiadás egyetlen példánya, mely a 116. lap után szakad meg, a m. tudom. akadémia könyvtárában.)